# Phrygionis politata
Phrygionis politata är en fjärilsart som beskrevs av Stoll 1890. Phrygionis politata ingår i släktet Phrygionis och familjen mätare. Inga underarter finns listade i Catalogue of Life.